# Francesc Sans i Cabot
Francesc Sans i Cabot (* 9. April 1828 in Girona; † 5. Mai 1881 in Madrid) war ein katalanischer Maler.
Sans i Cabot studierte an der Escola d’Arts i Oficis de Barcelona (1850–55). Mit 27 Jahren ging er 1856 nach Rom und Paris und wurde Schüler der Maler Thomas Couture und Horace Vernet. Nach seiner Rückkehr konnte er mit einigen seiner Bilder – u. a. „Lutero“ (1858) und „Episodi de Trafalgar  (1862)“ – erfolgreich debütieren. In seinen ersten Werken thematisierte er immer wieder bekannte literarische Stoffe; letztere fand er im Werk des Schriftstellers Francisco de Quevedo.

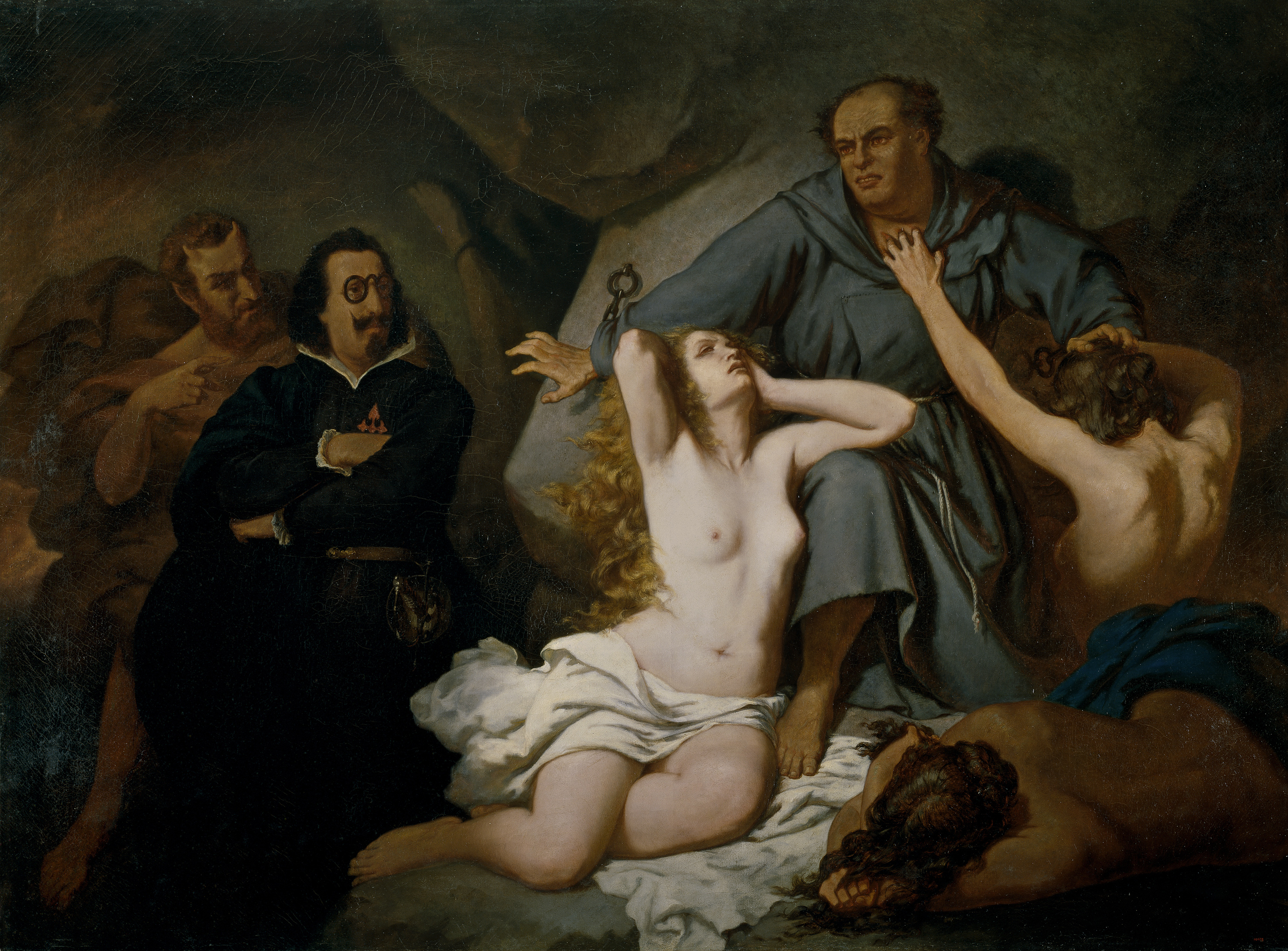
Lutero (1858) Museu Real Academia de Bellas Artes de San Jorge, Barcelona

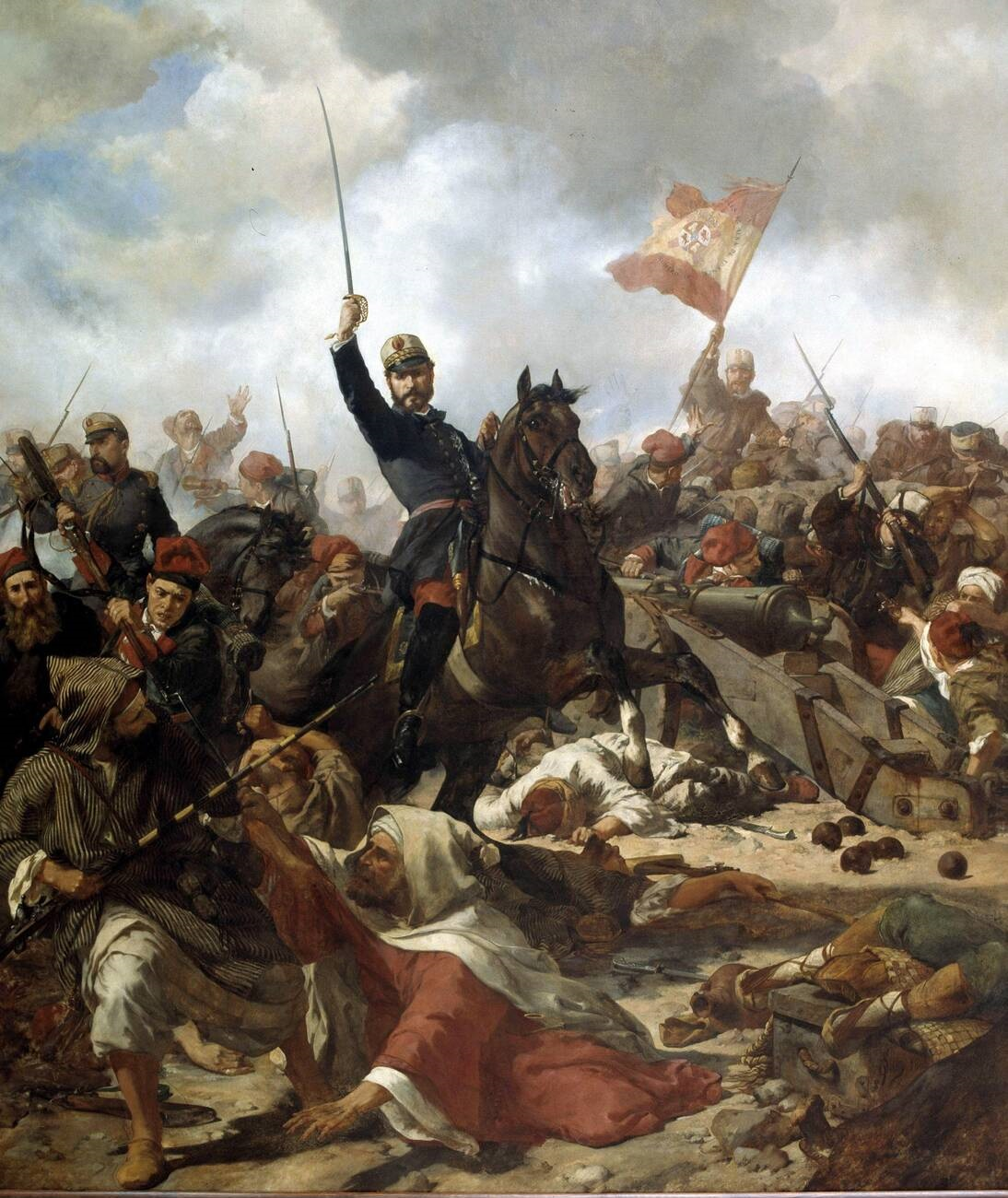
General Prim a Tetuan (1865); Museu Militar, Barcelona

Ein weiterer Schwerpunkt im Schaffen Sans i Cabots war die Historienmalerei. Sein bekanntestes dabei war 1862 seine Allegorie „Freiheit und Unabhängigkeit“, eine Episode aus der Schlacht von Trafalgar. Hoch gelobt und mit politischer Botschaft war sein Ölgemälde „General Prim und die katalanischen Freiwilligen bei Tetuan“, eine Begebenheit aus dem spanisch-marokkanischen Krieg.
Ein weiteres Bild mit ebenfalls politischer Aussage behandelt den Tod Churrucas in der Schlacht bei Trafalgar. Das Teatro Real (königliche Theater) in Madrid schmückte Sans i Cabot mit einigen Deckengemälden ebenso aus wie kurze Zeit später das Teatro de la Zarzuela und das Teatro Nuevo Apolo. Für einige private Residenzen, darunter vier historische im Alcazar von Toledo, schuf er neben Deckengemälden auch Fresken.
Höhepunkt seines künstlerischen Lebens war 1873 seine Berufung zum Direktor des Museo del Prado. Ab 1875 arbeitet er auch als Museologe an der Real Academia de Bellas Artes de San Fernando in Madrid, wo er 1881 in seinem Haus verstarb.

## Werke (Auswahl)
- Episodi de Trafalgar. 1862
- Der Tod Churrucas in der Schlacht von Trafalgar
- Prim a Tetuan.  1865 ( General Prim und die katalanischen Freiwilligen bei Tetuan)
- Ende des Karnevals (Fin de Carnaval)
- Prometheus, Freiheit und Unabhängigkeit. (1860)
- der Kohlmarkt von Girona. 1871
- der Besuch des Freundes. 1871
- Einzug Karls V. in Rom.
- Einnahme des Forts von Goletta.
- die Schlacht bei Mühlberg.
- Besuch Franz' I. beim Kaiser.